# Buró Político del Comité Central del Partido Comunista de China
El Buró Político del Comité Central del Partido Comunista de China o Politburó, (chino simplificado: 中国共产党中央委员会政治局, chino tradicional: 中國共產黨中央委員會政治局, pinyin: Zhōngguó Gòngchǎndǎng Zhōngyāng Wěiyuánhuì Zhèngzhìjú) es un órgano clave de toma de decisiones de máximo nivel del Partido Comunista de China (PCCh). Está integrado por 25 miembros elegidos por el Comité Central, el que a su vez es elegido cada cinco años por el Congreso Nacional del Partido. Debido al control del PCCh sobre el gobierno del país, los miembros del Buró Político son también quienes ocupan los cargos decisorios más importantes del Estado.
El Buró Político se reúne con una periodicidad media de un mes, sin que se den a conocer oficialmente sus resultados. En estas reuniones se deciden cuestiones concretas de la rutina de gobierno en el marco de las directrices aprobadas por el Comité Central del Partido Comunista de China, formado por unos trescientos miembros del Partido y que se reúne una vez al año. A su vez, el Buró Político elige el Comité Permanente, formado por nueve miembros, a los que se suele considerar los hombres más poderosos del Partido.

## 20° Buró Político (2022)
| Hanzi  | Nombre        | Año de Nacimiento | Observaciones | Cargo(s) partidario                                          | Cargo(s) estatal |
| ------ | ------------- | ----------------- | ------------- | ------------------------------------------------------------ | ---------------- |
| 习近平 | Xi Jinping    | 1953              | —             | Secretario General del Partido Comunista de China            |                  |
|        | Li Qiang      |                   | —             |                                                              |                  |
| 赵乐际 | Zhao Leji     | 1957              | —             | Secretario de la Comisión Central de Disciplina e Inspección |                  |
| 王沪宁 | Wang Huning   | 1955              | —             | Secretario de la Secretaría Central                          |                  |
|        | Cai Qi        | 1955              | —             |                                                              |                  |
| 丁薛祥 | Ding Xuexiang |                   | —             |                                                              |                  |
|        | Li Xi         |                   | —             |                                                              |                  |
|        | Wang Yi       | 1962              | —             | Director de la Oficina General                               |                  |
|        | Zhang Youxia  |                   | —             | —                                                            |                  |
|        | He Weidong    |                   | —             |                                                              |                  |
|        | He Lifeng     |                   | —             |                                                              |                  |
|        | Chen Wenqing  |                   | —             |                                                              |                  |
|        | Huang Kunming |                   | —             |                                                              |                  |
|        | Li Shulei     |                   | —             |                                                              |                  |
|        | Shi Taifeng   |                   | —             |                                                              |                  |
|        | Chen Miner    |                   | —             |                                                              |                  |
|        | Ma Xingrui    |                   | —             |                                                              |                  |
|        | Yuan Jiajun   |                   | —             |                                                              |                  |
|        | Yin Li        |                   | —             |                                                              |                  |
|        | Li Ganjie     |                   | —             |                                                              |                  |
|        | Liu Guozhong  |                   | —             |                                                              |                  |
|        | Zhang Guoqing |                   | —             |                                                              |                  |
|        | Li Hongzhong  |                   | —             |                                                              |                  |
|        | Chen Jining   |                   | —             |                                                              |                  |

El 20° Politburo fue elegido en el XX Congreso Nacional del Partido Comunista de China en octubre del 2022.

## 19° Buró Político (2017)[4]
| Hanzi  | Nombre        | Año de Nacimiento | Observaciones | Cargo(s) partidario                                                  | Cargo(s) estatal                                                                   |
| ------ | ------------- | ----------------- | ------------- | -------------------------------------------------------------------- | ---------------------------------------------------------------------------------- |
| 习近平 | Xi Jinping    | 1953              | —             | Secretario General del Partido Comunista de China                    | Presidente de la República Popular China Presidente de la Comisión Militar Central |
| 李克强 | Li Keqiang    | 1955              | —             |                                                                      | Primer ministro                                                                    |
| 栗战书 | Li Zhanshu    | 1950              | —             |                                                                      |                                                                                    |
| 汪洋   | Wang Yang     | 1955              | —             |                                                                      |                                                                                    |
| 王沪宁 | Wang Huning   | 1955              | —             | Secretario de la Secretaría Central                                  |                                                                                    |
| 赵乐际 | Zhao Leji     | 1957              | —             | Secretario de la Comisión Central de Disciplina e Inspección         |                                                                                    |
| 韩正   | Han Zheng     | 1954              | —             |                                                                      |                                                                                    |
| 丁薛祥 | Ding Xuexiang | 1962              | —             | Director de la Oficina General                                       |                                                                                    |
| 王晨   | Wang Chen     | 1950              | —             | —                                                                    |                                                                                    |
| 刘鹤   | Liu He        | 1952              | —             |                                                                      |                                                                                    |
| 许其亮 | Xu Qiliang    | 1950              | §             |                                                                      | Vicepresidente de la Comisión Militar Central                                      |
| 孙春兰 | Sun Chunlan   | 1950              | ♀             |                                                                      |                                                                                    |
| 李希   | Li Xi         | 1956              | —             | Secretario del PCCh de Guangdong                                     |                                                                                    |
| 李强   | Li Qiang      | 1959              | —             | Secretario del PCCh de Shanghái                                      |                                                                                    |
| 李鸿忠 | Li Hongzhong  | 1956              | —             | Secretario del PCCh de Tianjin                                       |                                                                                    |
| 胡春华 | Hu Chunhua    | 1963              | —             |                                                                      |                                                                                    |
| 杨洁篪 | Yang Jiechi   | 1950              | —             |                                                                      |                                                                                    |
| 杨晓渡 | Yang Xiaodu   | 1953              | —             | Secretario adjunto de la Comisión Central de Disciplina e Inspección |                                                                                    |
| 张又侠 | Zhang Youxia  | 1950              | §             |                                                                      | Vicepresidente de la Comisión Militar Central                                      |
| 陈希   | Chen Xi       | 1953              | —             | Jefe del Departamento de Organización                                |                                                                                    |
| 陈全国 | Chen Quanguo  | 1955              | —             | Secretario en la región autónoma de Xinjiang                         |                                                                                    |
| 陈敏尔 | Chen Min'er   | 1960              | —             | Secretario de Chongqing                                              |                                                                                    |
| 郭声琨 | Guo Shengkun  | 1954              | —             | Secretario de la Comisión de Asuntos Políticos y Jurídicos           |                                                                                    |
| 黄坤明 | Huang Kunming | 1956              | —             | Jefe del Departamento de Propaganda                                  |                                                                                    |
| 蔡奇   | Cai Qi        | 1955              | —             | Secretario en Beijing                                                |                                                                                    |

El 19° Politburo fue elegido en el XIX Congreso Nacional del Partido Comunista de China en octubre del 2017.

## 18° Buró Político (2012)
El 18° Politburo fue elegido en el XVIII Congreso Nacional del Partido Comunista de China en noviembre del 2012.
1. Xi Jinping, Secretario General del Partido Comunista de China, Presidente de la Comisión Militar Central, Presidente de la República Popular China, 1.er miembro del Comité Permanente del Buró Político del Comité Central del Partido Comunista de China.[3][5]
2. Ma Kai, 4° Vicepremier
3. Wang Qishan, 6° miembro del Comité Permanente del Buró Político del Comité Central del Partido Comunista de China, Secretario de la Comisión Central de Disciplina
4. Wang Huning, Director
5. Liu Yunshan, 5° miembro Comité Permanente del Buró Político del Comité Central del Partido Comunista de China.
6. Liu Yandong, Vicepremier (mujer).
7. Liu Qibao, Secretario de la Secretaría Central del Partido Comunista de China, Jefe del Departamento de Propaganda del Partido Comunista de China.
8. Xu Qiliang, Vicepresidente de la Comisión Militar Central de la República Popular China
9. Sun Chunlan, Jefe del Partido en Tianjin (mujer).
10. Sun Zhengcai, Jefe del Partido en Chongqing.
11. Li Keqiang, 2° miembro del Comité Permanente del Buró Político del Comité Central del Partido Comunista de China, Primer ministro.
12. Li Jianguo, Vicepresidente y Secretario General de la Asamblea Popular Nacional de China
13. Li Yuanchao, Vicepresidente de la República Popular de China.
14. Wang Yang, 3.er. Vicepremier.
15. Zhang Chunxian, Jefe del Partido en Xinjiang
16. Zhang Gaoli, 7° miembro del Comité Permanente del Buró Político del Comité Central del Partido Comunista de China, Vicepremier
17. Zhang Dejiang, 3.er miembro del Comité Permanente del Buró Político del Comité Central del Partido Comunista de China, Presidente del Comité Permanente de la Asamblea Popular Nacional de la República Popular de China
18. Fan Changlong
19. Meng Jianzhu
20. Zhao Leji, Jefe del Departamento de Organización del Partido Comunista de China
21. Hu Chunhua, Jefe del Partido en Cantón
22. Yu Zhengsheng, 4° miembro del  Comité Permanente del Buró Político del Comité Central del Partido Comunista de China
23. Li Zhanshu.
24. Guo Jinlong, Jefe del Partido en Pekín
25. Han Zheng, Jefe del Partido en Shanghái

## 17° Buró Político (2006)
Veinticuatro miembros del Buró Político (en enero de 2006). Los nueve primeros, en negrita, son también miembros del Comité Permanente.
1. Hu Jintao (胡锦涛)[7]
2. Wu Bangguo (吴邦国)
3. Wen Jiabao (温家宝)
4. Jia Qinglin (贾庆林)
5. Li Changchun (李长春)
6. Xi Jinping (习近平)
7. Li Keqiang (李克强)
8. He Guoqiang (贺国强)
9. Zhou Yongkang (周永康)
10. Wang Gang (王刚)
11. Wang Lequan (王乐泉)
12. Wang Zhaoguo (王兆国)
13. Wang Qishan (王岐山)
14. Hui Liangyu (回良玉)
15. Liu Qi (刘淇)
16. Liu Yunshan (刘云山)
17. Liu Yandong (刘延东)
18. Li Yuanchao (李源潮)
19. Wang Yang (汪洋)
20. Zhang Gaoli (张高丽)
21. Zhang Dejiang (张德江)
22. Yu Zhengsheng (俞正声)
23. Xu Caihou (徐才厚)
24. Guo Boxiong (郭伯雄)[8][6]